# Le Minus se rebiffe
Pour plus de détails, voir Fiche technique et Distribution.
Le Minus se rebiffe (The Tiger Makes Out) est une comédie américaine réalisée par Arthur Hiller en 1967. L'histoire d'un ravisseur et de sa victime malencontreuse met en scène notamment Eli Wallach et Anne Jackson.

## Synopsis
Ben Harris (Eli Wallach), peu gâté par la vie, décide d'attirer une fille à lui par le seul moyen qui lui soit offert : l'enlèvement. Mettant son plan à exécution lors d'une nuit pluvieuse, il repère une jeune femme séduisante. Il court à sa rencontre et prépare une embuscade. Cependant sa proie s'abrite de la pluie et il se voit contraint de se reporter sur Gloria Fiske (Anne Jackson) en l'enfermant dans un sac à sa place. Quand il l'amène à son appartement, il est stupéfait de constater que la victime est une femme au foyer d'âge mûr. Sans alternative, il s'accommode de sa présence, puis se rend compte qu'elle n'est pas vraiment ce qu'il imagine.

## Fiche technique
Sauf indication contraire, les informations mentionnées dans cette section peuvent être confirmées par la base de données cinématographiques IMDb,  présente dans la section « Liens externes ».
- Titre français : Le Minus se rebiffe[1]
- Titre original anglais : The Tiger Makes Out
- Réalisation : Arthur Hiller
- Scénario : Murray Schisgal
- Photographie : Arthur J. Ornitz
- Montage : Robert C. Jones
- Musique : Shorty Rogers
- Production : George Justin
- Société de production : Elan Productions
- Pays de production :  États-Unis
- Langue originale : anglais américain
- Format : Couleur par Technicolor - 1,85:1 - Son mono - 35 mm
- Durée : 94 minutes
- Genre : Comédie
- Dates de sortie :
  - États-Unis : 18 août 1967
  - France : 9 septembre 1970[1]

## Distribution
- Eli Wallach : Ben Harris
- Anne Jackson : Gloria Fiske
- Bob Dishy : Jerry
- John Harkins (en) : Leo
- Ruth White : Mme Kelly
- Roland Wood : M. Kelly
- Rae Allen : Beverly
- Sudie Bond : Mlle Lane
- David Burns : M. Ratner
- Jack Fletcher : Le prêteur sur gages
- Bibi Osterwald : Mme Ratner
- Charles Nelson Reilly : M. Henry
- Frances Sternhagen : Une passagère dans le bus
- Dustin Hoffman : Hap
- Mariclare Costello : Rosi
- Kim August : Toni
- John P. Ryan : L'accompagnateur de Tony
- Barbara Colby : Une passagère dans le bus